# Ensenada (município)

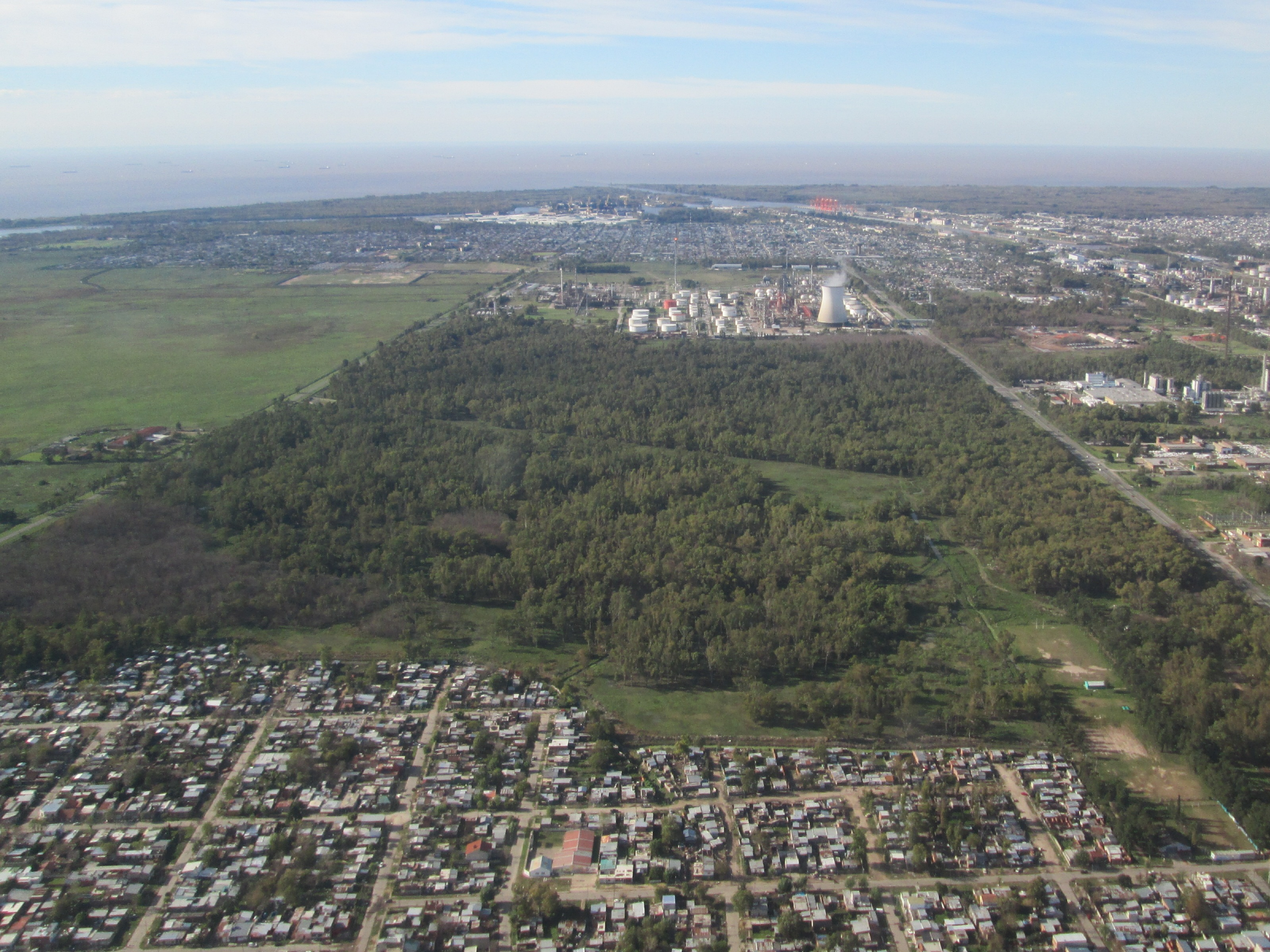
Município de Ensenada visto por cima.

Ensenada (partido) é um partido (município) da província de Buenos Aires, na Argentina. Possuía, de acordo com estimativa de 2019, 61.346 habitantes.